# Télépro
Télépro est un magazine hebdomadaire francophone publié en Belgique et proposant les programmes de 100 chaînes de télévision belges et étrangères captables dans le pays.

## Histoire
Télépro a été créé en 1954 sous la forme d’une association sans but lucratif par deux étudiants. Ceux-ci commencèrent par des polycopiés avant de faire imprimer le titre à quelques centaines d'exemplaires. Le succès de diffusion du titre commence dans les années 1970 et le développement des câblo-opérateurs en Belgique.
Entre 1994 et 2021, Télépro a été édité par Belgomedia, société anonyme qui était détenue à 50 % par l'éditeur français Bayard Presse et à 50 % par l'éditeur belge Roularta. 
Depuis 2021, Roularta est devenu à 100 % propriétaire de Télépro, rachetant les parts de Bayard Presse.

## Description
Télépro est un hebdomadaire télé grand public et familial avec une ligne éditoriale destinée à s'adresser à tous et à ne heurter aucune conviction[réf. nécessaire]. Il contient un guide télé et un guide de la vie pratique à la maison. C'est le seul magazine télé belge à « concevoir » ses grilles de programmes en interne, de la saisie à la mise en page, ses concurrents ayant recours à des agences spécialisées dans la fourniture de programmes télé.
La première partie du magazine est réservée à l’actualité de la semaine, aux rendez-vous télé et aux rubriques « people ». La seconde partie est le guide des programmes télé. La troisième est consacrée aux rubriques pratiques, loisirs et bien-être.
Télépro est présent sur Internet.
Télépro développe également une politique de hors séries dédiés aux jeux et la découverte culturelle.

## Diffusion
En 2020, la diffusion payante a été de 115 154 exemplaires, dont 70 % par abonnements distribués par la poste.
Télépro est le second hebdomadaire de Belgique francophone en diffusion payante. Le magazine compte 368 300 lecteurs en 2023, lectorat familial, majoritairement francophone.
33 % de la diffusion se fait en province de Liège, 17,8 % à Bruxelles et dans le Brabant wallon, 24 % dans le Hainaut, 12 % dans la province de Namur, 9 % dans celle de Luxembourg et les 4,2 % restant en Flandre.